# Angelo Amato
Angelo Amato, SDB (*8. junij 1938 Molfetta, Bari, Italija) je kardinal Katoliške Cerkve  Bil je tajnik Kongregacije za verski nauk od 2002 do 2008 in nato 10 let (do upokojitve 2018) Prefekt Kongregacije za zadeve svetnikov.

## Življenjepis

### Mladost, poklic in šolanje
Angelo Amato se je rodil v Molfetti blizu Barija, 8. junija 1938, kot prvi od štirih sinov v ladjedelski družini. Osnovno šolo je obiskoval pri sestrah redovnicah. Po srednji šoli je odšel na Ladjarski institut v Bariju , na oddelek za kapitana dolge plovbe. V začetku tretjega leta študija, v oktobru 1953, je sklenil zapustiti obetavno kariero ter je vstopil k salezijancem kot pripravnik (aspirant) v Torre Annunziata. Noviciat je preživel v  Portici Bellavista  od 1955-1956, in tam 16. avgusta napravil prve redovniške zaobljube. Nato je odšel v filozofski študentat  San Gregorio di Catania , kjer je maturiral julija 1959. Do 1962 je študiral v Rimu na PAS-u , kjer je dosegel licenciat iz filozofije. 
Po študiju teologije je prejel 22. decembra 1967 zakrament mašniškega posvečenja. 1974 je doktoriral na Gregoriani v Rimu iz filozofije ter postal profesor dogmatike Papeški salezijanski univerzi (UPS) v Rimu, kjer je postal tudi dekan na Teološki fakulteti in od 1997 do 2000 vice-rektor.

### Ekumenizem
1977 ga je poslalo v Grčijo takratno Tajništvo za edinost kristjanov  (danes: Papeški svet za edinost kristjanov). Štiri mesece je preživel v Atenah pri jezuitih, da bi se izpopolnil v grščini zaradi vpisa na vseučilišče. Ko je opravil izpit iz sodobne pisane in govorjene grščine, je prešel v  Solun v severni Grčiji kot štipendist  carigrajskega ekumenskega patriarhata, da bi se poglobil v študij cerkvenih očetov. Stanoval je v pravoslavnem samostanu  Moní Vlatádon , od koder je obiskoval »Idrima ton Paterikon Meleton” (Inštitut za  patrologijo), ki poseduje obsežno teološko knjižnico in dragoceno zbirko mikrofilmov z rokopisi z gore Atos. Ravnatelj inštituta je bil tedaj znani patrolog Konstantinos Hristu 
Obenem je obiskoval v Solunu teološko fakulteto na Aristotelovi univerzi. Tam sta predavala dogmatiko Jannis Kaloghirou ter Jannis Romanidis. Raziskoval je razvoj zakramenta spovedi v grški pravoslavni teologiji od XVI. do XX. stoletja, kar je objavil pod naslovom Hristu v časopisu «Análekta Vlatádon» (1982).

## Službe vRimski kuriji
Kot člana so ga imele razne papeške kongregacije in sveti: Kongregacija za evangelizacijo narodov, Papeški svet za edinost kristjanov in Papeški svet za medverski dialog. Tedaj ga je imenoval 19. decembra 2002 papež Janez Pavel II.  za naslovnega škofa Sile in ga postavil za tajnika Kongregacije za verski nauk. 6. januarja 2003 mu je podelil Janez Pavel II. v Baziliki svetega Petra škofovsko posvečenje. 
9. julija 2008 ga je imenoval Benedikt XVI. za prefekta Kongregacije za zadeve svetnikov. V konzistoriju 20. novembra 2010 ga je papež Benedikt imenoval za kardinala-diakona z rimsko naslovno cerkvijo Santa Maria in Aquiro.

### Dejavnost v zadevah svetnikov
Po pooblastilu papežev Benedikta XVI.  in Frančiška je vodil beatifikacijo več blaženih. Med njimi so zlasti mučenci in pričevalci iz nekdanjega Vzhodnega bloka – torej s področja Vzhodne Evrope in bivše Jugoslavije, ali pa so s tem področjem povezani, npr.: Francesco Bonifacio, Miroslav Bulešić, Szilárd Bogdánffy, Drinske mučenke, Zoltán Meszlényi, Jerzy Popiełuszko,  István Sándor in nekateri drugi. 

### Apostolsko nasledstvo
Škofovsko zaporedje / Apostolsko nasledstvo: 
- Papež Janez Pavel II. (1958) (Blaženi Karol Józef Wojtyła †)
- Nadškof Eugeniusz Baziak (1933), lvovski nadškof
- Nadškof Bolesław Twardowski † (1919), lvovski nadškof
- Nadškof Sveti Józef Bilczewski  † (1901), lvovski nadškof
- Škof Jan Maurycy Pawel Puzyna z Kosielsko † (1886), krakovski škof
- Kardinal Mieczyslaw Halka Ledóchowski † (1861), nadškof v Gnieznu in Poznańju
- Kardinal Camillo Di Pietro † (1839), kardinal-duhovnik v San Giovanni a Porta Latina
- Kardinal Falconieri Mellini † (1826), ravenski nadškof
- Papež Leon XII. † (1794)
- (Annibale Francesco Clemente Melchiore Girolamo Nicola della Genga †)
- Stuart of York-ški cardinal Henry Benedict Mary Clement † (1758), kardinal-škof v Frascatiju
- Papež Klemen XIII. (1743) (Carlo della Torre Rezzonico †)
- Papež Benedikt XIV. (1724), (Prospero Lorenzo Lambertini †)
- Papež Benedikt XIII. (1675) (Pietro Francesco (Vincenzo Maria) Orsini de Gravina, O.P. †)
- Kardinal Paluzzo Paluzzi Altieri Degli Albertoni † (1666) kamerlengo apostolske kamere
- Kardinal Ulderico Carpegna † (1630), kardinal-duhovnik pri Santa Maria in Trastevere
- Kardinal Luigi Caetani † (1622), kardinal-duhovnik pri Santa Pudenziana
- Kardinal Ludovico Ludovisi † (1621), bolognjski nadškof
- Nadškof Galeazzo Sanvitale † (1604), nadškof emeritus Bari (-Canosa)
- Kardinal Girolamo Bernerio, O.P. † (1586), kardinal-škof Albano
- Kardinal Giulio Antonio Santorio † (1566), kardinal-duhovnik pri San Bartolomeo all’Isola
- Kardinal Scipione Rebiba †, kardinal-duhovnik pri Sant’Anastasia[13]

### Knjige
- Trinità in contesto, Biblioteca di Scienze Religiose 110 (Roma: LAS, 1994)
- La Catechesi al traguardo. Studi sul Catechismo della Chiesa Cattolica, a cura di Angelo Amato, Enrico dal Covolo e Achille M. Triacca, Biblioteca di Scienze Religiose 127 (Roma: LAS, 1997)
- Il vangelo del Padre (Bologna: EDB, 1998)
- Gesù il Signore. Saggio di cristologia, Corso di Teologia Sistematica 4 (Bologna: EDB, 1999)
- Maria e la Trinità. Spiritualità mariana ed esistenza cristiana – Alma Mater (Roma: San Paolo Edizioni, 2000)
- Il celibato di Gesù (Città del Vaticano: Libreria Editrice Vaticana, 2010)
- I santi della chiesa (Città del Vaticano: Libreria Editrice Vaticana, 2010).

### Opis
Kardinal Angelo Amato SDB je torej italijanski redovnik, škof  in kardinal katoliške Cerkve in sedaj opravlja med drugimi službo kardinala-prefekta pri Kongregaciji za zadeve svetnikov. Pri zadnjih papeških volitvah, ki so se začele 12. marca 2013 in končale z izvolitvijo Jurija Bergoglia za papeža Frančiška, je bil Angelo Amato papabile , 8. junija pa je dopolnil 75 let in je dal odpoved na službo, česar pa papež ni sprejel. Pri morebitnih papeških volitvah bi lahko imel aktivno volilno pravico do dopolnjenega 80. leta starosti. 